# Dead or Alive (film)
Dead or Alive (DEAD OR ALIVE 犯罪者?, Deddo oa araibu: Hanzaisha) è un film del 1999, diretto da Takashi Miike.
Fa parte di una trilogia anomala, in quanto i film sono legati tra di loro soltanto dagli interpreti principali, mentre le storie sono totalmente diverse. Gli altri film della trilogia sono Dead or Alive 2: Birds e Dead or Alive: Final, diretti nel 2000 e nel 2002 sempre da Takashi Miike.

## Trama

Un fotogramma tratto dalla scena finale del film

L'incipit del film mostra i due attori protagonisti accovacciati, che effettuano un conto da 1 a 4. Seguono una serie di sequenze montate rapidamente, come in un videoclip, che mostrano immagini violente di omicidi, sodomizzazioni e droga: una donna precipita da un balcone, un uomo anziano aspira una lunga striscia di cocaina e viene successivamente ucciso da una fucilata sparata dal tetto della sua macchina, un uomo mangia una serie di esagerati piatti di spaghetti e alla fine viene ucciso con un colpo di fucile allo stomaco, dal quale fuoriesce sangue misto a spaghetti, una coppia gay sta consumando un rapporto sessuale: quando il primo viene ucciso con una coltellata alla gola il secondo accoglie il suo sangue sul volto, come se fosse un'eiaculazione, alcune ragazze vengono picchiate in strada da un gruppo di poliziotti, senza che nessuno intervenga. Il tutto è inframmezzato da una scatenata lap dance effettuata da una giovane ragazza.
Tutti questi omicidi sono stati attuati dalla gang capeggiata da Ryuchi, un cinese approdato in Giappone per conquistare il potere. La yakuza, per difendere i suoi territori, si allea con la triade cinese.
Sulle tracce della gang di Ryuchi c'è anche il detective Jojima, che ha un pessimo rapporto con la moglie e ha una figlia malata che lo disprezza. Ryuchi invece non riesce ad avere figli e con i soldi ricavati dalle rapine permette gli studi negli Stati Uniti al fratello minore che, una volta venuto a conoscenza del ruolo di killer del fratello, non accetta più i soldi.
Dato che il capo della polizia è contrario ad un uso della violenza per fermare gli omicidi, Jojima è costretto a chiedere aiuto ad alcuni malavitosi locali, per fermare la gang di Ryuchi. Jojima inizia così la caccia a Ryuchi, fino ad uno scontro finale che si risolve in modo apocalittico, con una vera e propria fine del mondo.

## Produzione

### Regia
Dead or Alive, nelle intenzioni dei produttori, doveva essere la versione giapponese di Heat - La sfida, film statunitense diretto da Michael Mann nel 1995. Nelle mani di Takashi Miike però il film ha preso un'altra direzione, del tutto originale e provocatoria, come abitudine del regista.
Ciò che rimane impresso del film è infatti l'adrenalinico inizio e la fine. A proposito del finale, il regista ha dichiarato che il film doveva finire in modo convenzionale, con una sparatoria tra i due antagonisti in cui non si mostrava chi ne usciva vivo. Questo anche a causa della popolarità in patria dei protagonisti Takeuchi e Aikawa, qui al loro primo film insieme. Miike però rinunciò a questo finale, e optò per un finale apocalittico, in cui è tutto il mondo ad esplodere. Il finale concepito dal regista fu nascosto ai produttori e rivelato soltanto il giorno delle riprese.
Interrogato sul perché il detective Jojima all'improvviso nel finale tiri fuori dal nulla un bazooka, Takashi Miike ha così risposto: «Perché non dovrebbe avere un bazooka? Non è nelle fantasie di molti uomini avere un bazooka?».

## Collegamenti ad altre pellicole
- In Dead or Alive 2: Birds è presente una sequenza in cui il personaggio interpretato da Shō Aikawa tira fuori dal nulla un mattone e lo rompe in testa ad un nemico. La sequenza ricorda quella del finale di Dead or Alive, in cui Aikawa tira fuori dal nulla un bazooka.

## Riconoscimenti
- 1999 - Tokyo International Film Festival
  - Premio speciale a Takashi Miike
- 2000 - Japanese Professional Movie Awards
  - Miglior attore (Riki Takeuchi)